# Jackson Porozo
Jackson Gabriel Porozo Vernaza (ur. 4 sierpnia 2000 w San Lorenzo) – ekwadorski piłkarz występujący na pozycji środkowego obrońcy, reprezentant Ekwadoru, od 2025 roku zawodnik meksykańskiej Tijuany.